# العلاقات البرازيلية المالاوية
العلاقات البرازيلية المالاوية هي العلاقات الثنائية التي تجمع بين البرازيل ومالاوي.

## مقارنة بين البلدين
هذه مقارنة عامة ومرجعية للدولتين:
| وجه المقارنة                                              | البرازيل | مالاوي                     |
| --------------------------------------------------------- | --- | -------------------------- |
| المساحة (كم2)                                             | 8.52 مليون | 118.48 ألف                 |
| عدد السكان (نسمة)                                         | 202.66 مليون | 18.62 مليون                |
| الكثافة السكانية (ن./كم²)                                 | 23.79 | 157.16                     |
| العاصمة                                                   | برازيليا، ريو دي جانيرو | ليلونغوي، زومبا            |
| اللغة الرسمية                                             | برتغالية برازيلية، Brazilian Sign Language ‏ | لغة إنجليزية، لغة الشيشيوا |
| العملة                                                    | ريال برازيلي، كروزيرو ريال برازيلي ‏، كروزيرو البرازيلية (1990–1993)، البرازيلي كروزادو نوفو، كروزادو برازيلي، cruzeiro ‏، كروزيرو البرازيلية (1942–1967)، الريال البرازيلي (قديم) | كواشا ملاوية               |
| الناتج المحلي الإجمالي (بليون دولار)                      | 2.06 تريليون | 6.30 مليار                 |
| الناتج المحلي الإجمالي (تعادل القوة الشرائية) بليون دولار | 3.22 تريليون | 22.43 مليار                |
| الناتج المحلي الإجمالي الاسمي للفرد دولار أمريكي          | 8.54 ألف | 338                        |
| الناتج المحلي الإجمالي للفرد دولار أمريكي                 | 15.89 ألف | 1.20 ألف                   |
| مؤشر التنمية البشرية                                      | 0.754 | 0.445                      |
| رمز المكالمات الدولي                                      | +55 | +265                       |
| رمز الإنترنت                                              | .br | .mw                        |
| المنطقة الزمنية                                           | | ت ع م+02:00                |

## منظمات دولية مشتركة
يشترك البلدان في عضوية مجموعة من المنظمات الدولية، منها:
| علم المنظمة | اسم المنظمة                        | تاريخ انضمام البرازيل | تاريخ انضمام مالاوي |
| ----------- | ---------------------------------- | --------------------- | ------------------- |
|             | الاتحاد البريدي العالمي            | ?                     | ?                   |
|             | يونسكو                             | 4 نوفمبر 1946         | 27 أكتوبر 1964      |
|             | البنك الدولي للإنشاء والتعمير      | 14 يناير 1946         | 19 يوليو 1965       |
|             | منظمة التجارة العالمية             | ?                     | ?                   |
|             | وكالة ضمان الاستثمار متعدد الأطراف | 7 يناير 1993          | 12 أبريل 1988       |
|             | البنك الإفريقي للتنمية             | ?                     | ?                   |
|             | الاتحاد الدولي للاتصالات           | 4 يوليو 1877          | 19 فبراير 1965      |
|             | منظمة الشرطة الجنائية الدولية      | ?                     | ?                   |
|             | مؤسسة التمويل الدولية              | 31 ديسمبر 1956        | 19 يوليو 1965       |
|             | الأمم المتحدة                      | 24 أكتوبر 1945        | 1 ديسمبر 1964       |
|             | مؤسسة التنمية الدولية              | 15 مارس 1963          | 19 يوليو 1965       |
|             | منظمة حظر الأسلحة الكيميائية       | ?                     | ?                   |

## وصلات خارجية
- موقع وزارة الخارجية البرازيلية